# (3851) Alhambra
(3851) Alhambra ist ein Asteroid des Hauptgürtels, der am 30. Oktober 1986 vom japanischen Astronomen Tsutomu Seki am Geisei-Observatorium (IAU-Code 372) in der Präfektur Kōchi entdeckt wurde.
Der Asteroid wurde nach der maurischen Festungsanlage Alhambra in Granada benannt.